# Carps
Els carps (llatí: carpi o carpiani, grec antic Καρπιανοί) van ser un poble de Sarmàcia, que vivien al nord del Danubi, prop de la seva desembocadura, segons l'autor del Periple, que diu que es basa en les informacions d'Èfor de Cumes. Claudi Ptolemeu situa als carps al nord dels Carpats, vora del llac d'Amadoca, on vivien els amadocs, i entre els peucins els bastarnes.

## Història
La seva cultura deriva de la dels dacis. Van ser els principals adversaris de l'Imperi Romà durant el segle ii. Es van aliar amb els gots per coordinar les incursions en terres romanes fins que van ser derrotats el 297 per ordre de l'emperador Dioclecià i els supervivents van ser forçats a traslladar-se a províncies romanes, on van ser assimilats per la cultura llatina. Segons Ammià Marcel·lí van anar a Pannònia, cosa que Sext Aureli Víctor confirma.
El grup resistent va continuar combatent els romans fins al segle v. Després es van dissoldre. Sembla que una part d'ells van emigrar a l'actual Romania, i altres al sud de l'actual Albània. Encara uns altres es van fusionar amb tribus eslaves. A l'Edat Mitjana desapareixen les mencions a aquest poble.